# Amazoromus
Amazoromus is een geslacht van spinnen uit de familie bodemjachtspinnen (Gnaphosidae).

## Soorten
De volgende soorten zijn bij het geslacht ingedeeld:
- Amazoromus becki Brescovit & Höfer, 1994
- Amazoromus cristus (Platnick & Höfer, 1990)
- Amazoromus janauari Brescovit & Höfer, 1994
- Amazoromus kedus Brescovit & Höfer, 1994